# Lodewijk Pincoffsbrug
De Lodewijk Pincoffsbrug is een ophaalbrug in het stadsdeel Feijenoord van de Nederlandse gemeente Rotterdam. De brug overspant de Binnenhaven en maakt deel uit van de Lodewijk Pincoffsweg, beide genoemd naar de Rotterdamse zakenman Lodewijk Pincoffs, wiens Rotterdamsche Handelsvereeniging in het laatste kwart van de 19e eeuw de havens in Feijenoord aanlegde.
De brug is in 1977 gebouwd in de Schiedamsedijk over de Zalmhaven en heette toen Stokkenbrug.
 Die brug was een vervanging van de Stokkenbrug die er eeuwen lag; zij werd eind jaren vijftig afgebroken vanwege de bouw van de Rotterdamse Metro. Die nieuwe versie werd daar op haar beurt overbodig in verband met de gedeeltelijke demping van de haven. De brug van 1,8 miljoen gulden werd vervolgens afgebroken en weer opgebouwd op haar huidige plaats.